# Tour Down Under 2009
Tour Down Under 2009 er den 11. udgave af Tour Down Under, og køres d. 20. januar til d. 25. januar omkring Adelaide, Australien.
Det var Lance Armstrongs første professionelle cykelløb, siden hans comeback.

## Etape resultater

### 1. etape
|   | Rytter         | Hold           | Tid     | UCI ProTour point |
| - | -------------- | -------------- | ------- | ----------------- |
| 1 | André Greipel  | Team Columbia  | 3.45.27 | 3                 |
| 2 | Baden Cooke    | UniSA          | s.t.    | 2                 |
| 3 | Stuart O'Grady | Team Saxo Bank | s.t.    | 1                 |

|   | Rytter        | Hold          | Tid      |
| - | ------------- | ------------- | -------- |
| 1 | André Greipel | Team Columbia | 3.45.16  |
| 2 | Baden Cooke   | UniSA         | + 0.0.05 |
| 3 | Oliver Kaisen | Silence-Lotto | + 0.0.05 |

### 2. etape
|   | Rytter         | Hold             | Tid     | UCI ProTour point |
| - | -------------- | ---------------- | ------- | ----------------- |
| 1 | Allan Davis    | Quick Step       | 3.46.25 | 3                 |
| 2 | Graeme Brown   | Rabobank         | s.t.    | 2                 |
| 3 | Martin Elmiger | Ag2r-La Mondiale | s.t.    | 1                 |

|   | Rytter        | Hold          | Tid     |
| - | ------------- | ------------- | ------- |
| 1 | Allan Davis   | Quick Step    | 7.31.42 |
| 2 | André Greipel | Team Columbia | + 0.03  |
| 3 | Graeme Brown  | Rabobank      | + 0.04  |

### 3. etape
|   | Rytter         | Hold           | Tid     | UCI ProTour point |
| - | -------------- | -------------- | ------- | ----------------- |
| 1 | Graeme Brown   | Rabobank       | 3.15.35 | 3                 |
| 2 | Allan Davis    | Quick Step     | s.t.    | 2                 |
| 3 | Stuart O'Grady | Team Saxo Bank | s.t.    | 1                 |

|   | Rytter         | Hold           | Tid      |
| - | -------------- | -------------- | -------- |
| 1 | Allan Davis    | Quick Step     | 10.47.11 |
| 2 | Graeme Brown   | Rabobank       | s.t.     |
| 3 | Stuart O'Grady | Team Saxo Bank | + 0.0.05 |

### 4. etape
|   | Rytter             | Hold             | Tid     | UCI ProTour point |
| - | ------------------ | ---------------- | ------- | ----------------- |
| 1 | Allan Davis        | Quick Step       | 3.29.35 | 3                 |
| 2 | Graeme Brown       | Rabobank         | s.t.    | 2                 |
| 3 | José Joaquín Rojas | Caisse d'Epargne | s.t.    | 1                 |

|   | Rytter         | Hold           | Tid      |
| - | -------------- | -------------- | -------- |
| 1 | Allan Davis    | Quick Step     | 14.16.36 |
| 2 | Graeme Brown   | Rabobank       | + 0.0.04 |
| 3 | Stuart O'Grady | Team Saxo Bank | + 0.0.15 |

### 5. etape
|   | Rytter             | Hold             | Tid     | UCI ProTour point |
| - | ------------------ | ---------------- | ------- | ----------------- |
| 1 | Allan Davis        | Quick Step       | 3.28.33 | 3                 |
| 2 | José Joaquín Rojas | Caisse d'Epargne | s.t.    | 2                 |
| 3 | Martin Elmiger     | Ag2r-La Mondiale | s.t.    | 1                 |

|   | Rytter             | Hold             | Tid      |
| - | ------------------ | ---------------- | -------- |
| 1 | Allan Davis        | Quick Step       | 17.44.59 |
| 2 | Stuart O'Grady     | Team Saxo Bank   | + 0.0.25 |
| 3 | José Joaquín Rojas | Caisse d'Epargne | + 0.0.30 |

### 6. etape
|   | Rytter            | Hold         | Tid     | UCI ProTour point |
| - | ----------------- | ------------ | ------- | ----------------- |
| 1 | Francesco Chicchi | Quick Step   | 1.42.00 | 3                 |
| 2 | Robbie McEwen     | Team Katusha | s.t.    | 2                 |
| 3 | Graeme Brown      | Rabobank     | s.t.    | 1                 |

|   | Rytter             | Hold             | Tid      |
| - | ------------------ | ---------------- | -------- |
| 1 | Allan Davis        | Quick Step       | 19.26.59 |
| 2 | Stuart O'Grady     | Team Saxo Bank   | + 0.0.25 |
| 3 | José Joaquín Rojas | Caisse d'Epargne | + 0.0.30 |

## Samlet stilling

### Klassement
|    | Rytter             | Hold                    | Tid      |
| -- | ------------------ | ----------------------- | -------- |
| 1  | Allan Davis        | Quick Step              | 19.26.59 |
| 2  | Stuart O'Grady     | Team Saxo Bank          | + 0.25   |
| 3  | José Joaquín Rojas | Caisse d'Epargne        | + 0.30   |
| 4  | Martin Elmiger     | Ag2r-La Mondiale        | + 0.30   |
| 5  | Wesley Sulzberger  | Française des Jeux      | + 0.37   |
| 6  | Michael Rogers     | Team Columbia-High Road | + 0.38   |
| 7  | Matthew Wilson     | UniSA                   | + 0.39   |
| 8  | Mauro Santambrogio | Lampre-N.G.C.           | + 0.40   |
| 9  | Jussi Veikkanen    | Française des Jeux      | + 0.40   |
| 10 | Mickaël Cherel     | Française des Jeux      | + 0.40   |

### Bjergkonkurrencen
|   | Rytter                 | Hold              | Point |
| - | ---------------------- | ----------------- | ----- |
| 1 | Andoni Lafuente        | Euskaltel-Euskadi | 46    |
| 2 | Markel Irizar Aranburu | Euskaltel-Euskadi | 38    |
| 3 | Olivier Kaisen         | Silence-Lotto     | 24    |

### Pointkonkurrencen
|   | Rytter          | Hold              | Point |
| - | --------------- | ----------------- | ----- |
| 1 | Allan Davis     | Quick Step        | 30    |
| 2 | Graeme Brown    | Rabobank          | 24    |
| 3 | Andoni Lafuente | Euskaltel-Euskadi | 20    |

### Ungdomskonkurrencen
|   | Rytter             | Hold               | Tid      |
| - | ------------------ | ------------------ | -------- |
| 1 | José Joaquín Rojas | Caisse d'Epargne   | 19.27.29 |
| 2 | Wesley Sulzberger  | Française des Jeux | + 0.7    |
| 3 | Mickaël Cherel     | Française des Jeux | + 0.10   |

### Holdkonkurrencen
|   | Hold               | Land     | Tid      |
| - | ------------------ | -------- | -------- |
| 1 | Française des Jeux | Frankrig | 58.22.57 |
| 2 | Caisse d'Epargne   | Spanien  | + 0.8    |
| 3 | Ag2r-La Mondiale   | Frankrig | + 0.11   |

## Trøjernes fordeling gennem løbet
| Etape (Vinder)                | Klassement    | Bjergkonkurrencen      | Pointkonkurrencen | Ungdomskonkurrencen    | Holdkonkurrencen          | Mest aggressive rytter |
| ----------------------------- | ------------- | ---------------------- | ----------------- | ---------------------- | ------------------------- | ---------------------- |
| 01. etape (André Greipel)     | André Greipel |                        | Olivier Kaisen    | Jacopo Guanieri        | Team Milram               | Olivier Kaisen         |
| 02. etape (Allan Davis)       | Allan Davis   | Andoni Lafuente        | Olivier Kaisen    | José Joaquín Rojas Gil | Rabobank                  | Aaron Kemps            |
| 03. etape (Graeme Brown)      | Allan Davis   | Markel Irizar Aranburu | Stuart O'Grady    | José Joaquín Rojas Gil | Team Columbia - High Road | Cameron Meyer          |
| 04. etape (Allan Davis)       | Allan Davis   | Andoni Lafuente        | Allan Davis       | José Joaquín Rojas Gil | Française des Jeux        | Vladimir Efimkin       |
| 05. etape (Allan Davis)       | Allan Davis   | Andoni Lafuente        | Allan Davis       | José Joaquín Rojas Gil | Française des Jeux        | Jack Bobridge          |
| 06. etape (Francesco Chicchi) | Allan Davis   | Andoni Lafuente        | Allan Davis       | José Joaquín Rojas Gil | Française des Jeux        | Wesley Sulzberger      |
| 0Vinder                       | Allan Davis   | Andoni Lafuente        | Allan Davis       | José Joaquín Rojas Gil | Française des Jeux        |                        |